# 5306 Fangfen
Az 5306 Fangfen (ideiglenes jelöléssel 1980 BB) a Naprendszer kisbolygóövében található aszteroida. A Harvard Obszervatóriumban fedezték fel 1980. január 25-én.